# Calle Jaffa

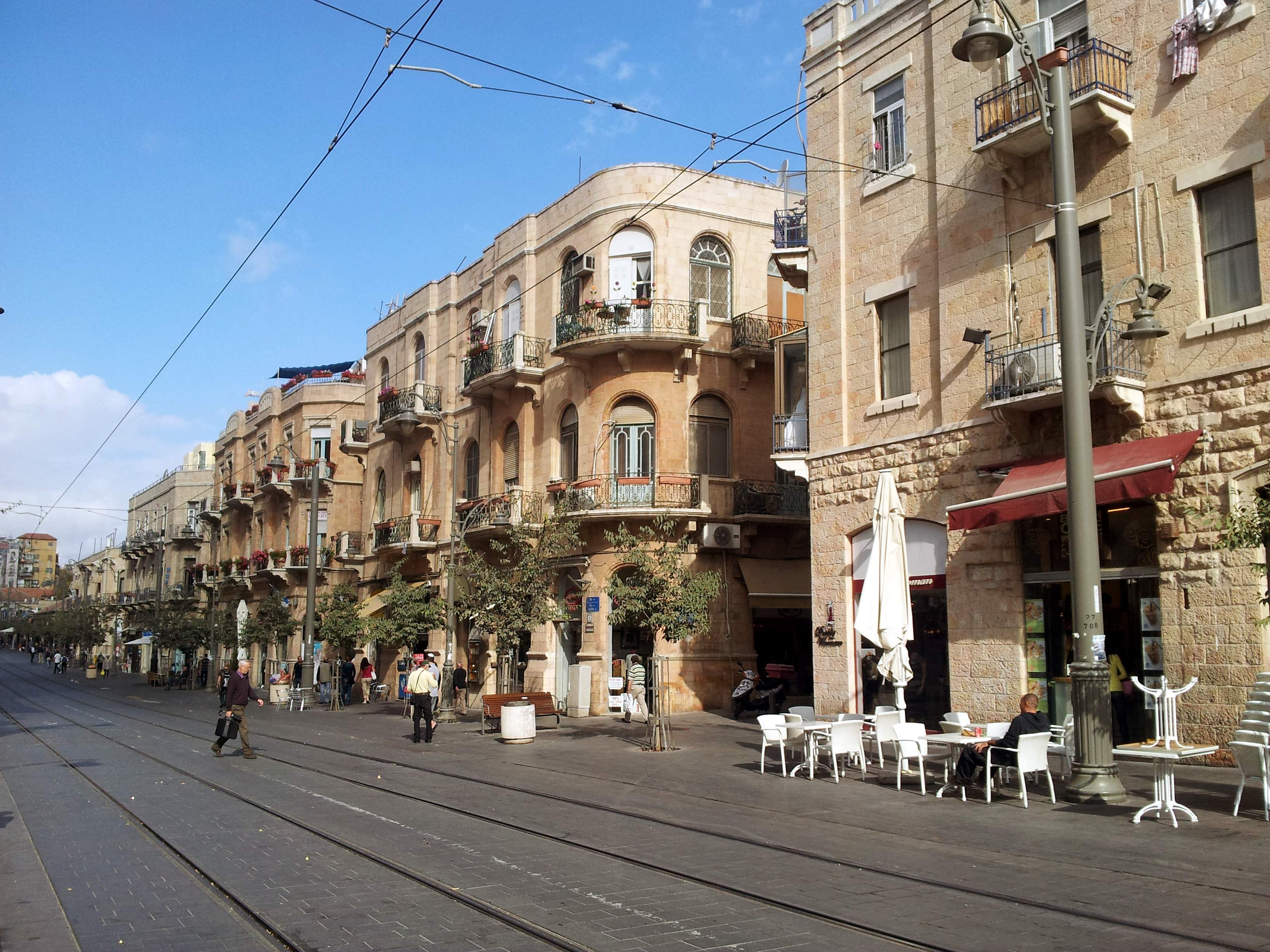
La Calle de Jaffa en la actualidad.

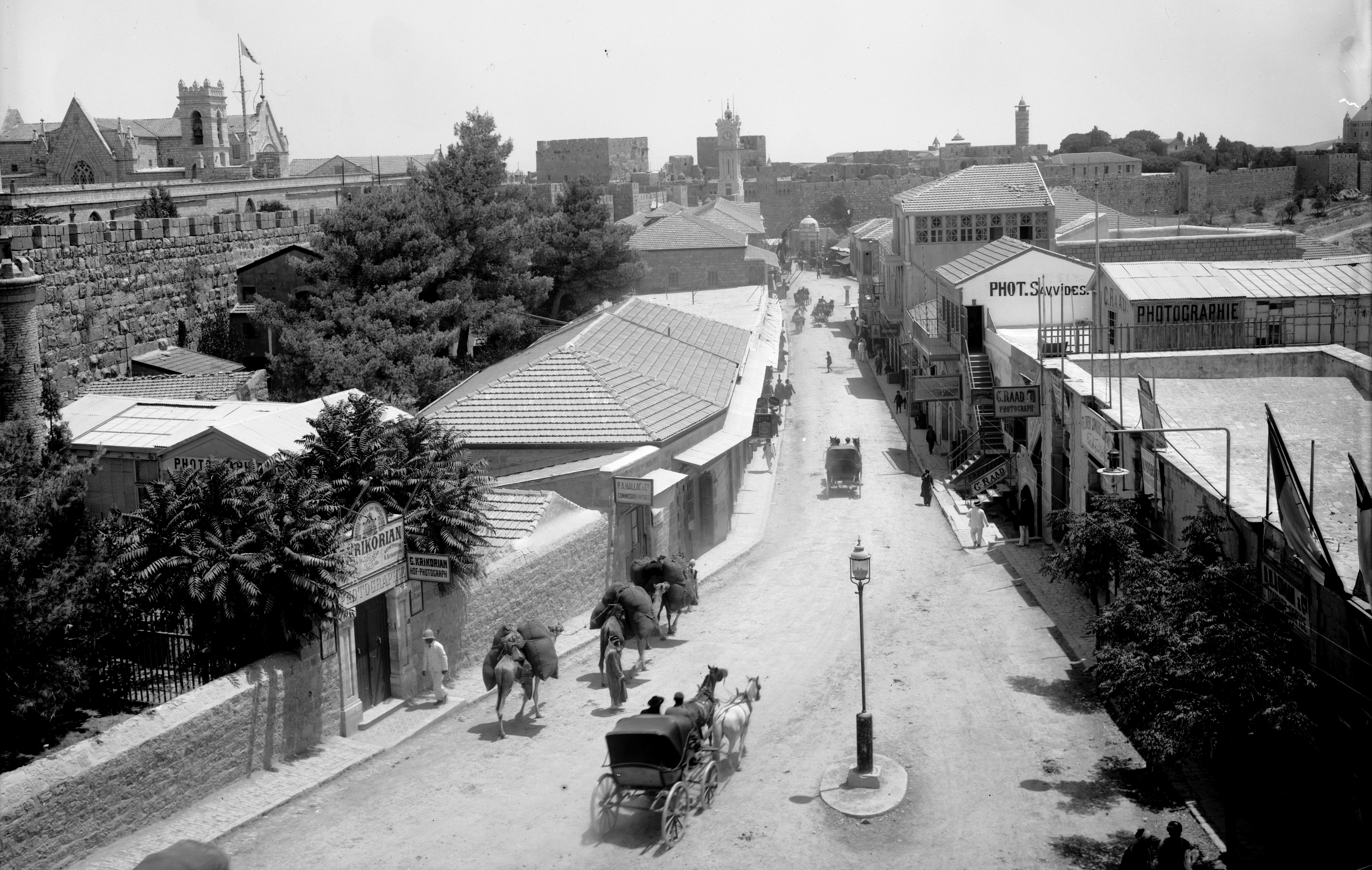
La Calle de Jaffa entre 1898 y 1914.

La Calle Jaffa (en hebreo: רחוב יפו, Rehov Yaffo, en árabe: شارع يافا‎, romanizado: Shāriʿ Yāfā) es una de las más largas y más importantes calles de Jerusalén. Lleva ese nombre porque se encuentra en el trayecto que conduce a la ciudad de Jaffa.

## Recorrido
Atraviesa la ciudad de oriente a occidente, desde la Ciudad Vieja hasta el centro de la ciudad. Alberga tiendas, oficinas y restauranets. Junto con la calle peatonal y la calle Rey Jorge forma el Triángulo del Downtown, donde queda el distrito financiero. 
Otros sitios notables son las plazas Allenby, Safra (donde se encuentra la Alcaldía), la Sion y la Davidka, el Clal Center, el Mercado Mahane Yehuda y la Estación Central de Autobuses de Jerusalén.

## Tranvía
En 2011, fue adaptada como una calle peatonal y la recorre la línea 1 del tranvía de Jerusalén. Este pasa por encima de ella por el puente atirantado de Jerusalén diseñado por el arquitecto español Santiago Calatrava.